# The Fairy's Dilemma
Harlequin and the Fairy's Dilemma, ribattezzato semplicemente The Fairy's Dilemma poco dopo il debutto, è un'opera teatrale in due atti di William Schwenck Gilbert che parodia le tipiche harlequinade che nel teatro inglese del XIX secolo tradizionalmente chiudevano una pantomima.
L'opera venne rappresentata al Garrick Theatre per Arthur Bourchier, locatario del teatro, il 3 maggio 1904 e rimase in cartellone per novanta repliche, l'ultima delle quali ebbe luogo il 22 luglio 1904. The Fairy's Dilemma fu anche l'ultima opera teatrale di Gilbert.

## Contesto
The Fairy's Dilemma, "un'originale pantomima domestica in due atti", fu la prima opera teatrale di William Gilbert dai tempi di The Fortune Hunter nel 1897. Egli aveva infatti annunciato il suo ritiro dal teatro dopo la fredda accoglienza tributata alla sua ultima commedia da critici e pubblico.
Tuttavia nel 1900 scrisse un racconto intitolato appunto The Fairy's Dilemma, che fu accettato e pubblicato sul numero di Natale dalla rivista letteraria The Graphic. Pochi anni dopo, nel 1904, decise di riprendere la scrittura per adattare la storia a un'opera teatrale che, come sua precedente consuetudine, diresse lui stesso. The Fairy's Dilemma divenne così l'unica opera teatrale di Gilbert presentata in anteprima al Garrick Theatre, la cui costruzione fu da lui stesso finanziata nel 1889. Le musiche di scena per la commedia furono arrangiate da Edmond Rickett, e si avvalevano di canzoni popolari degli anni 1860 e 1870, la più nota delle quali era certamente Champagne Charlie. The Fairy's Dilemma fu anche l'ultima opera teatrale non musicale di Gilbert.
Arthur Bourchier aveva preso in affitto il Garrick Theatre nel 1900, e nei successivi sei anni lui e sua moglie Violet Vanbrugh produssero numerose opere teatrali in cui recitavano loro stessi, con un occhio particolare alle nuove scritture, tra cui appunto The Fairy's Dilemma. La pièce ottenne recensioni entusiastiche in occasione dell'anteprima londinese il 3 maggio 1904. Sul New York Times si lesse "[la commedia] ha incontrato un successo distinto. È brillantemente insensata". Il Daily Telegraph la definì "una nuova sensazione". Il Manchester Guardian: "La commedia ha fatto ridere tutti quasi senza interruzioni durante le due brevi ore della sua durata. Ci riporta Mister Gilbert sul palcoscenico nella sua vena più irresistibilmente stravagante e merita di essere classificata tra le sue produzioni più brillanti ed esilaranti." L'Observer  parlò di "immensa superiorità", di "fresco spirito drammatico" e "sensazione di gioia non meno acuta che rara" fra il pubblico, mentre a proposito di Gilbert sottolineò come "l'età non può farne appassire" la "finitura e precisione... il suo spirito mordace" né la sua "geniale comicità".
Fra le poche voci fuori dal coro Max Beerbohm, scrivendo su The Saturday Review, criticò lo spettacolo ritenendolo più appropriato agli anni '70 del diciannovesimo secolo.
The Fairy's Dilemma è una parodia delle harlequinade - molto alla moda nella società inglese dell'epoca - e del melodramma. Tuttavia, la commedia fu scritta decenni dopo il periodo di massimo splendore del genere.
Agli esordi il responso del pubblico fu favorevole, ma nonostante il successo iniziale e le buone recensioni, le affluenze scemarono: la commedia ebbe solo novanta repliche e fu ritirata dal cartellone il 22 luglio 1904. Violet Vanbrugh ipotizzò che troppo pochi spettatori avessero l'età per ricordare il genere delle harlequinade abbastanza lucidamente da godersene una parodia. Tuttavia, la commedia fu ritenuta sufficientemente interessante per essere inserita in un breve tour.

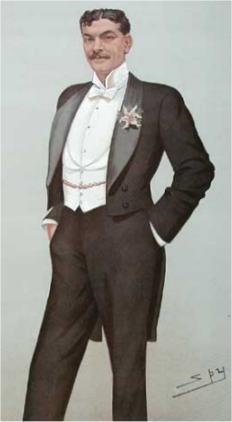
Arthur Bourchier

## Ruoli e cast originari
I Soprannaturali

- Fairy Rosebud – Jessie Bateman
- Demon Alcohol – Jerrold Robertshaw
- Imp, Goblin, Fate, eccetera

Gli Innaturali

- Colonnello Sir Trevor Mauleverer, Baronetto, un meticoloso bagnino/Clown – Arthur Bourchier
- Il Reverendo Aloysius Parfitt, un sacerdote/Harlequin– O. B. Clarence
- Mr. Justice Whortle/Pantaloon – Sydney Valentine
- Lady Angela Wealdstone, figlia del marchese di Harrow (travestita da Jane Collins)/Columbine - Violet Vanbrugh
- Clarissa Whortle – Dorothy Grimstone
- Mrs. Crumble, governante di Mr. Parfitt – Miss Ewell

## Sinossi
Atto I
Fairy Rosebud entra nella Dimora di Demon Alcohol, che si lamenta amaramente della legge che obbliga i demoni a parlare in versi; cosa che in effetti gli riesce molto male. Rosebud è depressa perché la regina delle fate le ha intimato che la sua incompetenza non verrà più tollerata: a meno che non diventi più attenta ai suoi doveri di proteggere i mortali dai demoni, sarà relegata nell'ultima fila del coro, in fondo al balletto.
Rosebud si era infatti riproposta di proteggere e assistere Aloysius Parfitt, un sacerdote, e Jane Collins, un'infermiera. Quest'ultima ha attirato l'attenzione di Sir Trevor Mauleverer, un colonnello delle Life Guards, che Rosebud crede essere un baronetto malvagio.
Rosebud chiede quindi al demone di portare Jane nell'appartamento di Sir Trevor (facendo sembrare che Sir Trevor l'abbia rapita) in modo che lei stessa possa "salvare" Jane e riportarla ad Aloysius. Il demone, che è attratto da Rosebud, accetta. Tuttavia, Jane è in realtà Lady Angela Wealdstone, una signora alla moda, travestita, e Sir Trevor si rivela essere per la verità un galantuomo. Si scopre così che Lady Angela è scappata di casa per sottrarsi a un matrimonio combinato dal padre fra lei e Sir Trevor.
Al contempo, Aloysius è innamorato di Clarissa Whortle: la figlia di un giudice. Sir Trevor ha indotto tutti a credere che sposerà Clarissa per aiutare Aloysius a sfuggire al padre di Clarissa. Aloysius, invece, ha lasciato credere a tutti che sposerà Jane. Prima di recarsi dal cancelliere per formalizzare le nozze, Aloysius si lamenta che l'abbigliamento di Clarissa è eccessivamente alla moda, al che Clarissa prende in prestito l'abbigliamento da infermiera di Jane. A questo punto appare Rosebud, e i mortali la criticano perché le sue gonne sono troppo corte. Ognuno rifiuta l'aiuto che lei offre, ma lei insiste, perché convinta (scambiando Clarissa per Jane a causa del cambio di vestiti) che un demone stia progettando di rapire la donna. Tutt'a un tratto svanisce, suscitando il disappunto dei presenti, che la reputano una maleducata.
Nel frattempo Demon Alcohol incontra Sir Trevor, che è stato lasciato solo. Il demone è a sua volta confuso dal cambio d'abito: rapisce Clarissa (pensando si tratti di Jane) e la conduce negli alloggi di Sir Trevor.
Atto II
Il demone e Rosebud si incontrano sul retro della casa del giudice (il padre di Clarissa). Questi le riferisce di aver rapito l'infermiera e di averla portata nell'appartamento di Sir Trevor. Rosebud convoca le fate per allestire la sua messinscena del finto salvataggio di quella che presume sia Jane. In quell'istante giunge Aloysius per informare il giudice della scomparsa di Clarissa. Rosebud evoca magicamente Jane che tuttavia appare sotto le sembianze di Lady Angela, che peraltro indossa solo la sua veste da camera. Rosebud si arrabbia con il demone per aver rapito la donna sbagliata. L'unica soluzione, pensa, è trasformare i mortali in personaggi da harlequinade. Trasforma Parfitt in Harlequin, Jane in Columbine, il giudice in Pantaloon e Sir Trevor in Clown. Tutti sono arrabbiati, ma Rosebud insiste che recitino le parti a loro assegnate, e usa la sua magia per costringerli a farlo.
Quando Rosebud li osserva tutti sono sotto l'influsso della magia e devono recitare il ruolo imposto. Ma quando lei distoglie lo sguardo, essi riacquistano la loro vera personalità e inorridiscono di fronte alle bassezze e agli eccessi dei rispettivi personaggi. Le cose vanno di male in peggio, e Rosebud alla fine cede, accettando di sposare il demone e chiedendo ad Aloysius di celebrare la cerimonia. Tutti sono riportati alle loro reali personalità, Aloysius abbraccia Clarissa e Sir Trevor abbraccia Lady Angela.

## Analisi
Gilbert era sempre stato affascinato dalla pantomima, in particolare dalle harlequinade che, per buona parte dell'età vittoriana, tradizionalmente concludevano ogni pantomima. All'epoca le harlequinade erano una parte estremamente popolare delle pantomime natalizie, e venivano rappresentate nella maggior parte dei principali teatri di Londra. Gilbert ammirava l'elegante parte danzante riservata al personaggio principale, e nel 1879 interpretò questo personaggio in una pantomima di cui fu co-autore: I quaranta ladroni. Molte delle Bab Ballads di Gilbert, storie e altre opere, specialmente negli anni 1860, riflettono chiaramente il suo interesse per il personaggio e le sue idee sui problemi morali che presentava, in particolare in relazione al personaggio crudele e ambiguo del Clown.
Dopo aver scritto e pensato a Harlequin per mezzo secolo, come in alcuni dei primi lavori di Gilbert The Fairy's Dilemma "mette la fantasia della pantomima accanto alla vita quotidiana moderna... un'arlecchino parodiato e sovvertito". Come ha notato The Observer nel recensire l'anteprima, Gilbert stravolge con impareggiabile maestria le convenzionali pantomime natalizie, "con le loro fate buone e i demoni malvagi che influenzano per vie soprannaturali i destini degli amanti innaturali. Mister Gilbert rende la bontà della Fata Rosebud superficiale quanto la malvagità del Demone Alcohol; ed è lei che, mirando a un avanzamento professionale, concepisce per il Demonio il complotto maligno». Inoltre, in una parodia delle convenzioni melodrammatiche dell'era vittoriana, il cattivo baronetto non è cattivo, l'innocente damigella non è innocente, e il severo giudice si diletta nell'intrattenere la sua corte. Quando il giudice si trasforma in Pantaloon, esclama, "non è un grande cambiamento, come c'era da aspettarsi!" Come per le tipiche commedie di Gilbert, la presa in giro "si fonda in gran parte sulla spericolata incoscienza dei suoi interpreti".
Secondo lo studioso Andrew Crowther, la piece esplora due idee che costituiscono un fondamento di molte delle opere teatrali di Gilbert, comprese le famose opere a firma Gilbert e Sullivan: "Una è che il romanticismo e la fantasia da palcoscenico dovrebbero essere riportati sulla terra con i ricordi della realtà prosaica. L'altra è che la vita reale dovrebbe assumere parte del romanticismo e della fantasia del palcoscenico." Crowther osserva che nella commedia, la fata e il demone "soprannaturali" parlano in modo più naturale dei mortali, che Gilbert chiama infatti "innaturali". Il gioco mostra la tensione tra l'amore di Gilbert per il protagonista e la sua disapprovazione per la moralità che ritrae. Dopo una vita affascinata dall'argomento, l'opera risolve il profondo interesse di Gilbert per l'argomento. Secondo Crowther, sotto certi aspetti, l'opera è stata la pietra angolare della carriera di Gilbert. Non avrebbe scritto più commedie integrali, e solo un'altra opera (Fallen Fairies).